# Dehesa de Fuenlabrada

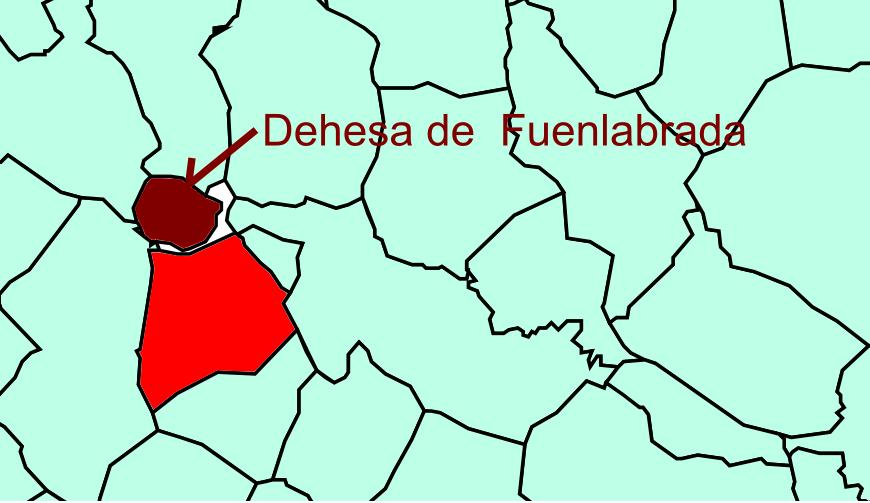
La Dehesa de Fuenlabrada se encuentra al norte de Olmeda del Rey.

Dehesa de Fuenlabrada es un territorio de España, en la provincia de Cuenca, comunidad autónoma de Castilla-La Mancha. Se encuentra bajo la jurisdicción del municipio de Olmeda del Rey.
El territorio de la Dehesa de Fuenlabrada no es limítrofe con el de Olmeda del Rey pero es parte de su jurisdicción. Linda con Arcas del Villar, Valdetórtola, Las Valeras y El Cardozo y Los Llecos (jurisdicción de Cuenca). Este último territorio es el que separa ambos municipios.
Según se muestra en la última edición del plano del Instituto Geográfico Nacional, no existe ningún núcleo de población en toda su extensión.